# Карло Алліоні

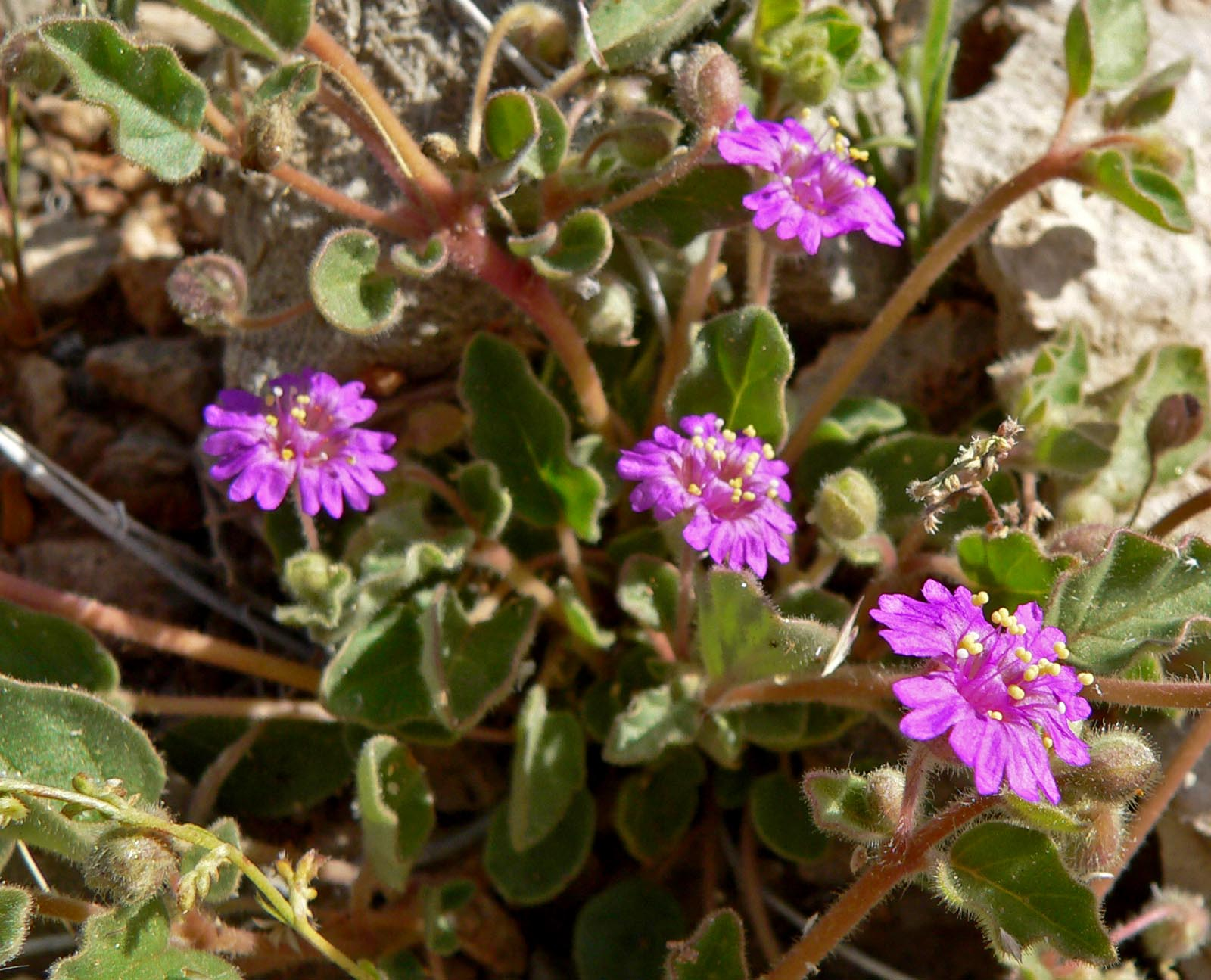
Allionia incarnata — представник роду Allionia, названого Карлом Ліннеєм на честь Карло Алліоні

Карло Алліоні (італ. Carlo Allioni 23 вересня 1728, Турин — 30 липня 1804, Турин) — італійський лікар, професор ботаніки у університеті Турина.
Його найбільш важлива праця — Flora Pedemontana, sive indigenarum Pedemontii stirpium methodica enumeratio, 1755 — присвячена флорі П'ємонта: у ній було описано 2813 видів рослин, у тому числі 237 раніше невідомих.
Ще одна відома його робота — Manipulus Insectorum Tauriniensium, 1766.
З 1760 він викладав ботаніку в Туринському університеті, а також був директором Туринського ботанічного саду. 6 квітня 1758 Алліоні прийняли у Королівське товариство.
Карл Лінней назвав на честь Карло Алліоні рід Allionia з родини Ніктагінові.
Інші таксони, названі на честь Алліоні:
- Arabis allionii DC.
- Jovibarba allioni (Jordan & Fourr.) D.A.Webb
- Primula allioni Loisel.
- Veronica allionii Vill.

## Вибрана біблографія
- Flora Pedemontana, sive, indigenarum Pedemontii stirpium methodica Enumeratio (1755)
- Littoris praecipuarum Stirpium et methodica Nicaeensis Enumeratio agri cum maris ejusdem anirnalium аликвота Elencho (1757)
- Auctarium ad floram Pedemontanam cum notis et emendationibus (1789)